# 五氯乙烷
五氯乙烷（化学式：C2HCl5）是一种不可燃的液体，有毒。它可用作油或润滑油的溶剂，用于金属清洗或木炭除杂等。

## 制备
五氯乙烷可由二氯乙烷和氯气在光的催化下反应得到。以乙炔和氯气为原料，在氯化铝和三氯化锑的催化下加热反应，也能得到产物。

## 化学性质
五氯乙烷可以和碱金属发生剧烈反应。例如和钾混合后，稍过片刻即爆炸。
在活性炭负载CaCl2的催化下，五氯乙烷脱去HCl，形成四氯乙烯。

## 拓展阅读
- CDC - NIOSH Pocket Guide to Chemical Hazards（页面存档备份，存于）